# Six lettrés martyrs
Les Six lettrés martyrs (hangeul : 사육신 ; hanja : 死六臣 ; RR : Sayuksin) sont des membres de la Chambre d'élite de l'Académie royale en Corée sous la dynastie Joseon accusés d'avoir cherché à assassiner le roi Sejo en 1456 au profit de Danjong. Cet évènement témoigne du très fort factionnalisme lors de la période Joseon. Ils finissent exécutés sur ordre du roi Sejo.

## Identités
- Seong Sam-mun (en)
- Pak Paeng-nyeon (en)
- Ha Wi-ji (en)
- Yi Gae (en)
- Yu Eung-bu (en)
- Yu Seong-won (en)

## Sources
1. ↑  Michael J. Seth 2010, p. 151